# 勃氏刺尾革單棘魨
勃氏刺尾革單棘魨為輻鰭魚綱魨形目鱗魨亞目單棘魨科的其中一種，為亞熱帶海水魚，分布於東印度洋澳洲南部海域，棲息深度可達50公尺，體長可達55公分，棲息在沿岸礁石區，生活習性不明。